# خداش بن زهير
خداش بن زهير الهوازني من بني عامر بن صعصعة، من أشراف هوازن وشجعانهم وفارس من فرسان قيس عيلان في حرب الفجار ضد كنانة، كان يغلب على شعره الفخر والحماسة. في حرب الفجار قتل فرسان قريش أباه زهيرا الملقّب ب(فارس الضحياء) فكان خداش يكثر من هجاء قريش وقد قتل 5 من أشراف قريش ثاراً لأبيه. 

## نسبه
- أبوه:  زهير بن ربيعه بن عمرو بن عامر بن ربيعة بن عامر بن صعصعة من بنو عامر بن صعصعة هوازن بن منصور بن عكرمه بن خصفه بن قيس عيلان بن مضر بن نزار بن معد بن عدنان [2]

## شعر
قال خداش بن زهير عن يوم من أيام حرب الفجار: